# Jean-Charles Langlois
Jean-Charles Langlois   (Beaumont-en-Auge, 22 de juliol de 1789 - 8è districte de París, 23 de març de 1870), conegut com El Coronel, fou un militar i pintor romàntic i realista francés.

## Biografia
Titulat de l'Escola Politècnica l'any 1806 i oficial d'infanteria, Jean-Charles Langlois va combatre a Wagram, a Girona i a Waterloo amb un coratge que li costà ser greument ferit, i també ascendit a coronel a l'edat de vint-i-sis anys. Jubilat, es consagrà a la pintura. Estudiant sota Girodet, no havia pintat més que batalles que representen les experiències més intenses que li va oferir la vida. Es va especialitzar en paisatges després d'haver vist una vista d'Atenes de Pierre Prévost, primer pintor francés de vistes. Ha pintat sobretot l'Incendi de Moscou, la batalla d'Eylau, la batalla del Nil, la batalla de Montereau, la batalla de la Moskova, la batalla de Wagram i la batalla de Solferino. També va recórrer a la fotografia a la guerra de Crimea en companyia del fotògraf Léon-Eugène Méhédin. Bon nombre dels seus paisatges van ser destruïts durant la Comuna de París de 1870.
En 1873, la família del coronel Langlois va llegar 256 teles representant batalles i panorames militars al museu de belles arts de Caen. En 1888 aquestes teles van haver de ser transferides al Pavelló de les societats sàvies, edifici construït al segle xviii i reacondicionat per a formar el museu Langlois. La meitat de les obres exposades va ser destruïda durant la batalla de Caen en 1944.

## Galeria de pintures

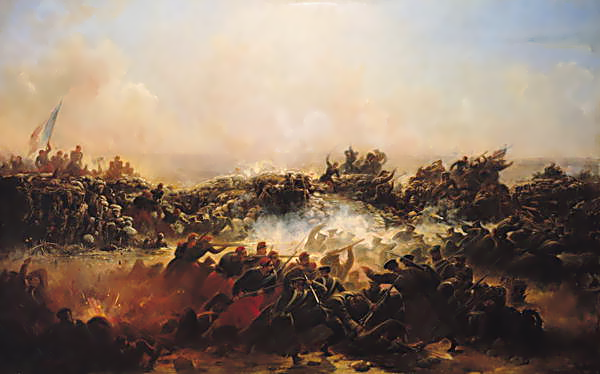
Batalla de Sebastopol, 1855
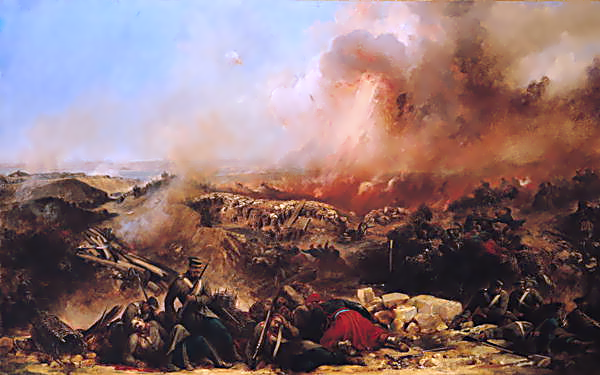
Batalla de Sebastopol, 1856
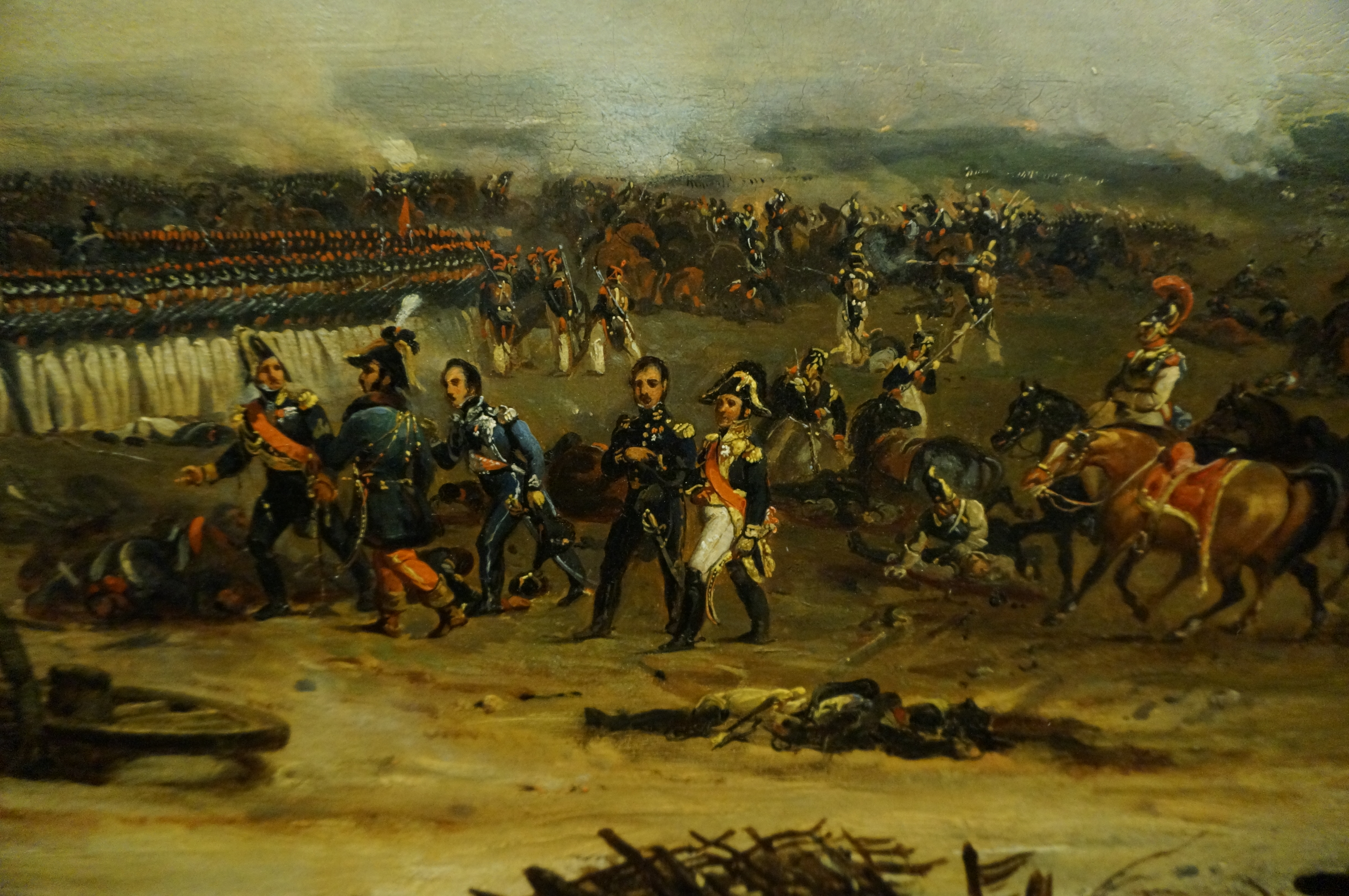
Detall de la batalla de Moscou.
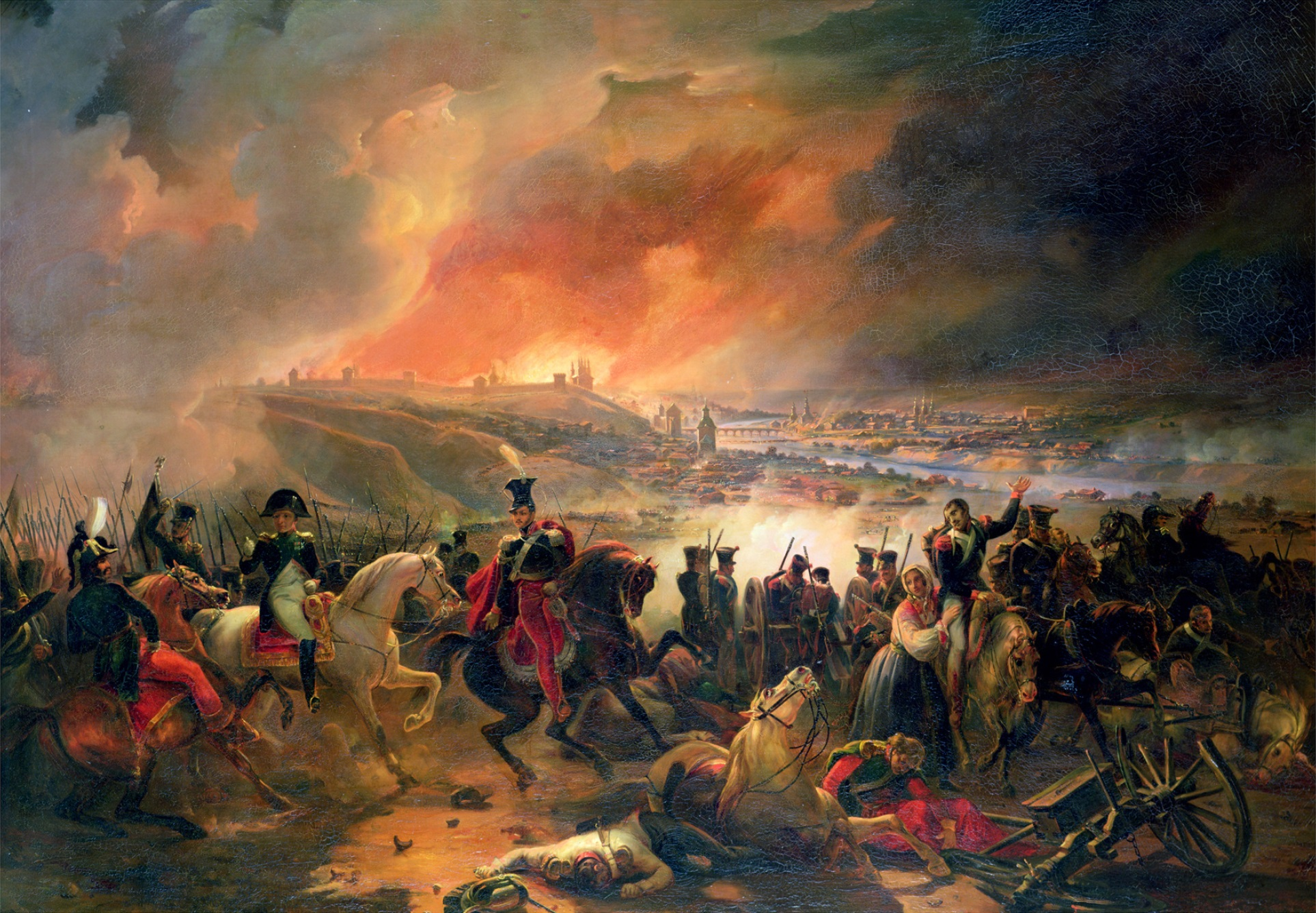
La batalla de Smolensko per Langlois (1812).

## Obres
- Explicació del panorama i relació de la batalla de Solferino, París, Dupont, 1866.
- Explicació del panorama representant la batalla i la presa de Sébastopol, París, Havard, 1861.
- Explicació del panorama, i relació de la Batalla de les piràmides: extreta en part de les dictades de l'emperador a Santa Helena, i de les peces oficials, París, Didot, 1853.
- Relació del combat i de la batalla d'Eylau, París, Panorama dels Camps-Élysées, 1844.
- La Fotografia, la pintura, la guerra: correspondència inèdita de Crimea (1855-1856), Éd. François Robichon, André Rouillé, Nîmes, Chambon, 1992, (ISBN 978-2-87711-067-9)
- Panorama de la batalla de la Moscou, París, Ducessois, 1835.
- Viatge pintoresc i militar a Espanya: dedicat a S.E. Mr. el Mal. Gouvion St. Cyr, parell de França, París, Engelmann, 1826-1830.